# The Accidental Husband
The Accidental Husband (prt: Marido por Acidente; bra: Marido por Acaso) é um filme de comédia romântica dos Estados Unidos e da Irlanda de 2008, dirigido por Griffin Dunne e estrelada por Uma Thurman, Jeffrey Dean Morgan, Colin Firth, Isabella Rossellini e Sam Shepard. Estreou em 29 de fevereiro de 2008 no Reino Unido e na Irlanda e seria lançado em 27 de março de 2009 nos Estados Unidos, onde terminou sendo lançado em DVD em 10 de novembro de 2009 na sequência da falência da distribuidora.

## Sinopse
Quando a locutora de rádio Emma Lloyd aconselha Sophia a terminar seu relacionamento com seu noivo, Patrick Sullivan, este planeja uma vingança.

## Elenco principal
- Uma Thurman como Dr. Emma Lloyd
- Jeffrey Dean Morgan como Patrick Sullivan
- Colin Firth como Richard Bratton
- Isabella Rossellini como Greta Bollenbecker
- Keir Dullea como Karl Bollenbecker
- Sam Shepard como Wilder
- Kristina Klebe como Katerina Bollenbecker
- Lindsay Sloane como Marcy
- Justina Machado como Sophia
- Sarita Choudhury como Sunny
- Brooke Adams como Carolyn
- Michael Mosley como Declan
- Ajay Naidu como Deep

## Lançamento
Foi lançado em 29 de fevereiro de 2008, no Reino Unido e foi programado para ser lançado em 22 de agosto de 2008 nos Estados Unidos adiada para 27 de março de 2009, antes de ser arquivado por tempo indeterminado após a falência do seu distribuidor, a divisão de liberação Yari Film Group. Ela foi liberada diretamente em DVD nos Estados Unidos em 10 de novembro de 2009. O filme apresenta várias músicas indianas, incluindo canções de A. R. Rahman como "Yaro Yarodi", "Swasamae" e "Rang De" (a partir dos filmes Alaipayuthey, Thenali e Thakshak respectivamente) bem como de Punjabi Hit Squad a música "Kuriyeh".

## Recepção da crítica
The Accidental Husband tem recepção negativa por parte da crítica especializada. Possui tomatometer de 6% em base de 17 críticas no Rotten Tomatoes. Tem 36% de aprovação, por parte da audiência, usada para calcular a recepção do público a partir de votos dos usuários do site.

## Bilheteria
O filme fez US$ 22 707 064.

## Remake
Ele está sendo considerado para uma refilmagem indiana.